# Сакапа
Сакапа (ісп. Сакапа) — місто у східній частині Гватемали, адміністративний центр однойменного департаменту.